# Karlmann Tangl
Karlmann Tangl (* 17. August 1799 in Wolfsberg; † 12. Oktober 1866 in Graz) war ein österreichischer Philologe und Historiker.

## Leben
Nach fünf Jahren am Stiftsgymnasium St. Paul übersiedelte er 1816 nach Klagenfurt, absolvierte dort die restliche Gymnasialzeit und die philosophischen Studien. 1820 zog er nach Graz, ab 1822 war er Gymnasiallehrer in Innsbruck. Schon hier erwachte sein Interesse für geschichtliche Studien, doch nach Abschluss seiner Rechtsstudien und Promotion in Padua sowie seiner Heirat wurde er 1832 an die Lemberger Hochschule berufen, wo er als Professor für Ästhetik, klassische Literatur und Altphilologie bis 1851 tätig blieb.
Anschließend war er als Nachfolger Albert Muchars Ordinarius für Ästhetik und Klassische Philologie an der Universität Graz, wo er 1852 und 1858 Rektor war. Als Mitglied des Historischen Vereins für Steiermark ab 1851 betrieb Tangl in seiner Freizeit vorrangig innerösterreichische Geschichtsforschung, zumal er in seinem Hauptfach sehr an den Metternich’schen Zensurmaßnahmen zu leiden gehabt hatte.
1863 musste er nach 40 Dienstjahren kränkelnd in den Ruhestand treten, dreieinhalb Jahre später ereilte ihn mitten im historischen Schaffen der Tod.

## Werke
- Die Grafen, Markgrafen und Herzoge aus dem Hause Eppenstein
  - I. Abtheilung (910–1039) in AÖG 4, 1850 S. 157 ff. (Digitalisat in der Google-Buchsuche).
  - II. Abtheilung (1039–1077) in AÖG 6, 1851 S. 319 ff. (Digitalisat in der Google-Buchsuche).
  - III. Abtheilung (1077–1090) in AÖG 11, 1853 S. 225 ff. (Digitalisat in der Google-Buchsuche).
  - IV. Abtheilung (1090–1122) in AÖG 12, 1854 S. 91 ff. (Digitalisat in der Google-Buchsuche).

- Die Grafen von Pfannberg
  - I. Abtheilung bis 1237 in AÖG 17, 1857 S. 209 ff. (Digitalisat in der Google-Buchsuche).
  - II. Abtheilung von 1237 bis 1282 in AÖG 18, 1857 S. 115 ff. (Digitalisat in der Google-Buchsuche).
  - III. Abtheilung in AÖG 18, 1857 S. 219 ff. (Digitalisat in der Google-Buchsuche).

- Die Grafen von Heunburg
  - I. Abtheilung von 1103 bis 1249 in AÖG 19, 1858 S. 49 ff. (Digitalisat in der Google-Buchsuche).
  - II. Abtheilung von 1249 bis 1322 in AÖG 25, 1860 S. 157 ff. (Digitalisat in der Google-Buchsuche).

- Die Grafen von Ortenburg in Kärnten
  - Erste Abtheilung von 1058 bis 1256 in AÖG 30, 1864 S. 203 ff. (Digitalisat in der Google-Buchsuche).
  - Zweite Abtheilung von 1256 bis 1343 in AÖG 36, 1866 S. 1 ff. (Digitalisat in der Google-Buchsuche).
  - Dritte Abtheilung von 1343 bis 1420

- Reihe der Bischöfe von Lavant. Klagenfurt 1841 (Digitalisat in der Google-Buchsuche).

- Windischgratz und die Herren von Windischgratz bis zu ihrer Erhebung in den Freiherrnstand 1551 in MHVSt 13. Heft 1864, S. 59 ff. (Digitalisat in der Google-Buchsuche).

- Die Freien von Suneck, Ahnen der Grafen von Cilli in MHVSt 13. Heft 1864, S. 47 ff. (Digitalisat in der Google-Buchsuche).